# Station Gargenville
Station Gargenville is een spoorwegstation aan de spoorlijn Paris-Saint-Lazare - Mantes-Station via Conflans-Sainte-Honorine. Het ligt in de Franse gemeente Gargenville 40 km ten westen van het centrum van Parijs. Het station ligt op kilometerpunt 49,530 van de genoemde spoorlijn.
Het station wordt aangedaan door treinen van Transilien lijn J over de noorderoever van de Seine.

## Vorig en volgend station
| Richting        | Vorig station       | Lijn    | Volgend station | Richting           |
| --------------- | ------------------- | ------- | --------------- | ------------------ |
| Mantes-la-Jolie | Issou - Porcheville | Trans J | Juziers         | Paris Saint-Lazare |